# 42 هـ
42 هـ هي سنة في التقويم الهجري امتدت مقابلةً في التقويم الميلادي بين سنتي 662 و663.

## وفيات
- أبو موسى الأشعري
- الأسود بن سريع
- الحتات بن يزيد التميمي
- الحارث بن مرة العبدي
- حبيب بن مسلمة
- يزيد بن ركانة